# Император Николай I (линейный корабль, 1860)
«Император Николай I» — парусно-винтовой линейный корабль Балтийского флота Российской империи, находившийся в составе флота с 1860 по 1874 год. Один из самых крупных кораблей российского флота и самый крупный на момент спуска российский корабль с паровой машиной. Во время несения службы использовался как учебно-артиллерийский корабль, а также принимал участие в перевозке войск.

## Описание корабля
Парусный 111-пушечный линейный корабль, водоизмещение корабля составляло 5426 тонн, длина между перпендикулярами — 71,2 метра, ширина c обшивкой — 17,8 метра, высота от нижней кромки киля до планширя — 17,4 м, глубина интрюма — 7,9 метра, а осадка 7,8 метра. Площадь мидельшпангоута с обшивкой составляла около 100 квадратных метров, а площадь грузовой ватерлинии 994,8 квадратных метра. На корабле были установлены 6 котлов и паровая машина мощностью 680 лошадиных сил. Скорость судна под парами могла достигать 10 узлов. В случае необходимости предполагалось также обшить корпус корабля бронёй.
Вооружение корабля в разное время составляли от 109 до 111 орудий, бо́льшая часть которых состояла из 36-фунтовых и 60-фунтовых орудий. В том числе на нижнем деке были установлены десять 60-фунтовых пушек № 2 и двадцать две 36-фунтовые пушки № 1, на среднем деке — четыре 60-фунтовых пушки  № 2, четыре 36-фунтовых пушки № 1 и двадцать шесть 36-фунтовых пушек № 2, на верхнем деке — четыре 36-фунтовых пушки № 1 и тридцать 36-фунтовых пушек № 3, а на открытой батарее на верхней палубе — одна 60-фунтовая пушка № 1 на поворотной платформе, шесть 60-фунтовых пушек № 2 и две 36-фунтовых пушки № 1. К 1864 году к вооружению корабля были добавлены два 8-пудовых «единорога», а к 1866 году на открытой батарее была установлена ещё одна 36-фунтовая пушка № 1, однако при этом две 36-фунтовые пушки № 3 были сняты с верхнего дека.
На постройку корабля было потрачено 30112,38 квадратных метра древесины дуба, 8661,63 квадратных метра древесины лиственницы, 1369 сосновых брёвен, 8722 сосновых доски, 6,8 тонны орехового дерева, 80,4 тонны меди, 5,8 тонны чугуна, 442,7 тонны железа, 3,7 тонны свинца, 2653,6 тонны древесного угля, 479,1 тонны каменного угля, 63,9 тонны пеньки и 8,3 тонны конопляного масла. В постройке корабля принимали участие 291373 плотников, 16000 кузнецов, 19680 конопатчиков и 118 088 рабочих и мастеров других профессий. Стоимость корабля до спуска на воду составляла 800000 рублей серебром.
В качестве гальюнной фигуры на корабле была установлена поясная фигура императора Николая I в латах и конногвардейской каске с двуглавым орлом. Фигура была изготовлена подпоручиком ластовых экипажей Ерофеем по гипсовой модели барона П. К. Клодта.
Экипаж корабля входил в состав 1-го флотского экипажа, на погонах формы членов экипажа размещалось вензелевое изображение имени генерал-адмирала великого князя Константина Николаевича.

## История службы
Линейный корабль «Император Николай I» был заложен 25 июня (7 июля) 1855 года на стапеле Санкт-Петербургского Нового адмиралтейства и после спуска на воду 18 (30) мая 1860 года вошёл в состав Балтийского флота России. Строительство вёл кораблестроитель подпоручик К. Г. Михайлов под наблюдением подполковника а с 1 (13) января 1856 года полковника Корпуса корабельных инженеров С. И. Чернявского.
Спуск корабля проходил в среду 18 (30) мая 1860 года около 13:00 в присутствии генерал-адмирала Константина Николаевича и императора Александра II, находившихся на борту яхты «Александрия». Во время выхода корпуса корабля из эллинга на его борту находились около 1000 человек, включая помощников кораблестроителя подпоручика Емельянова и прапорщика А. А. Фомина, экипажа в полном составе и хора музыкантов. При этом во время спуска с корабля выстреливались флаги, раздавались крики ура, хор исполнял марши и в завершении спуска народный гимн. Все, принимавшие участие в строительстве корабля, были награждены: так, полковник С. И. Чернявский и подпоручик К. Г. Михайлов были пожалованы следующими чинами, а подпоручик также награждён орденом Святого Станислава III степени, подпоручик Емельянов награждён орденом Святого Станислава той же степени, прапорщики А. А. Фомин и М. К. Кишкин произведены в подпоручики, а прапорщики Михайлов 2-й и Обухов награждены денежными суммами по 300 рублей. Помимо этого все строители получили денежные вознаграждения общей суммой в размере 2 % от стоимости корабля, из которых 1 % получил поручик К. Г. Михайлов, 0,5 % — корабельные инженеры, одна шестнадцатая процента была разделена между кондукторами и командорами; сведений о распределении ещё семи шестнадцатых процента от суммы не сохранилось.
Осенью того же года корабль на плавучем деревянном доке американского производства был переведён в Кронштадт, где до конца кампании 1860 года и середины лета кампании 1861 года проводилась его окончательная отделка, оснащение и вооружение, а также установка паровой машины и 6 котлов. 1 (13) июня 1861 года корабль был выведен из Кронштадтского дока, а в октябре того же года вышел на мерную милю за Толбухин маяк для испытаний паровой машины. 2 (14) июля 1862 года император Александр II произвёл смотр корабля на Кронштадтском рейде и найдя произведенные на корабле артиллерийские учения удовлетворительными, на сколько это возможно при вновь сформированной команде из людей младших сроков службы, и пожаловал нижним чинам по 25 коп. серебром на человека.
В кампании с 1862 по 1866 год корабль находился в составе учебно-артиллерийского отряда и каждый год выходил в отдельное плавание в Балтийское море, а в 1863 и 1864 годах также принимал участие в перевозке войск. В кампанию 1864 года командир корабля капитан 2-го ранга Ф. Г. Стааль был награждён орденом Святого Владимира IV степени с бантом за службу 25 лет в офицерских чинах, а в кампанию следующего 1865 года — орденом Святого Владимира III степени.
После 1866 года находился в Кронштадтской гавани и в море не выходил. 30 мая (11 июня) 1873 года принимал участие в праздновании 200-летия со дня рождения Петра I в Военной гавани Кронштадта.
26 января (7 февраля) 1874 года линейный корабль «Император Николай I» был исключён из списков судов флота.

## Командиры корабля
Командирами линейного корабля «Император Николай I» в составе Российского императорского флота в разное время служили:
- командир 1-го флотского экипажа капитан 2-го ранга, а с 17 (29) апреля 1860 года капитан 1-го ранга И. П. Панафидин (с 3 (15) ноября 1858 года до 18 (30) июля 1860 года)[комм. 19][6][17][18];
- командир 1-го флотского экипажа капитан 1-го ранга И. Н. Изыльметьев (с 18 (30) июля 1860 года до 1862 года)[19];
- капитан 1-го ранга И. П. Панафидин (с 3 (15) января 1863 года до 8 (20) апреля 1863 года)[20][21];
- капитан 1-го ранга Ф. Г. Стааль (с 8 (20) апреля 1863 года до 28 октября (9 ноября) 1866 года)[комм. 20][22][23];
- капитан 2-го ранга Ф. Н. Желтухин (с 1 (13) января 1867 года по 6 (18) июня 1867 года)[24]
- капитан 1-го ранга А. Н. Остолопов (с 6 (18) июня 1867 года по 1 (13) января 1869 года)[25][26][27];
- капитан 2-го ранга, а с 20 апреля (2 мая) 1869 года капитан 1-го ранга Г. Д. Гедеонов (с 1 (13) января 1869 года по 1873 годы)[28].